# يوجين روش
يوجين روش (بالإنجليزية: Eugene Roche)‏ هو ممثل أمريكي، ولد في 22 سبتمبر 1928 في الولايات المتحدة، وتوفي بنفس المكان في 28 يوليو 2004 بسبب نوبة قلبية.

## أعمال

### مسلسلات
- ويبستر

## وصلات خارجية
- يوجين روش على موقع IMDb (الإنجليزية)
- يوجين روش على موقع قاعدة بيانات برودواي على الإنترنت (الإنجليزية)
- يوجين روش على موقع إن إن دي بي (الإنجليزية)
- يوجين روش على موقع ديسكوغز (الإنجليزية)
- يوجين روش على موقع قاعدة بيانات الفيلم (الإنجليزية)